# دامیان دامیانوف
دامیان دامیانوف (انگلیسی: Damyan Damyanov؛ زادهٔ ۲۹ ژوئیهٔ ۲۰۰۰) بازیکن فوتبال است.
از باشگاه‌هایی که در آن بازی کرده است می‌توان به باشگاه فوتبال لودوگورتس رازگراد اشاره کرد.